# غويليرمي ناتان دي ليما
غويليرمي ناتان دي ليما (بالبرتغالية: Guilherme Natan de Lima‏) هو لاعب كرة قدم برازيلي، ولد في 9 مايو 1999 في تشابيكو في البرازيل. لعب مع نادي شابيكوينسي.

## وصلات خارجية
- غويليرمي ناتان دي ليما على موقع قاعدة بيانات كرة القدم.إي يو (الإنجليزية)
- غويليرمي ناتان دي ليما على موقع Soccerway.com (الإنجليزية)